# Helmuth Johannsen
Helmuth Johannsen (ur. 27 lutego 1920 w Hamburgu, zm. 3 listopada 1998 tamże) – niemiecki piłkarz, trener.

## Kariera trenerska

### Początki kariery
Helmuth Johannsen jako piłkarz reprezentował barwy FC St. Pauli, jednak kontuzja wojenna zmusiła go do przedwczesnego zakończenia kariery. W 1950 roku po ukończeniu kursu trenera piłkarskiego na Deutsche Sporthochschule Köln prowadzonego przez selekcjonera reprezentacji RFN – Seppa Herbergera (w tym czasie na kurs uczęszczali również: Fritz Herkenrath, Karl-Heinz Heddergott, Radoslav Momirski, Hans Rohde, Rudolf Schlott, Paul Schneider, Richard Schneider, Horst Stürze) rozpoczął karierę trenerską w występującym w Oberlidze północnej TuS Bremerhaven 93, którego trenował do 1954 roku. Następnie trenował Holstein Kiel, z którym w sezonie 1956/1957 zajął 2. miejsce w Oberlidze północnej, dzięki czemu zespół zagrał w barażach o awans do turnieju finałowego mistrzostw Niemiec, w których przegrał po dogrywce z Kickers Offenbach 3:2. Diether Trede, napastnik Bocianów (158 meczów, 37 goli) tak mówił o Johannsenie:

Nawet wtedy był kimś w rodzaju menadżera. Zajmował się nie tylko stroną sportową, ale także problemami ludzkimi zawodników, pracą i mieszkaniem oraz sprawami żywieniowymi. Ćwiczył szkolenie prawie jak nauka.

W 1961 roku odszedł z klubu, a następnie w latach 1961–1963 trenował FC Saarbrücken. W Oberlidze dał się poznać jako trener, który wiedział, jak pracować długoterminowo. Zostało to później potwierdzone podczas pobytu w klubie Bundesligi – Eintrachcie Brunszwik.

### Eintracht Brunszwik

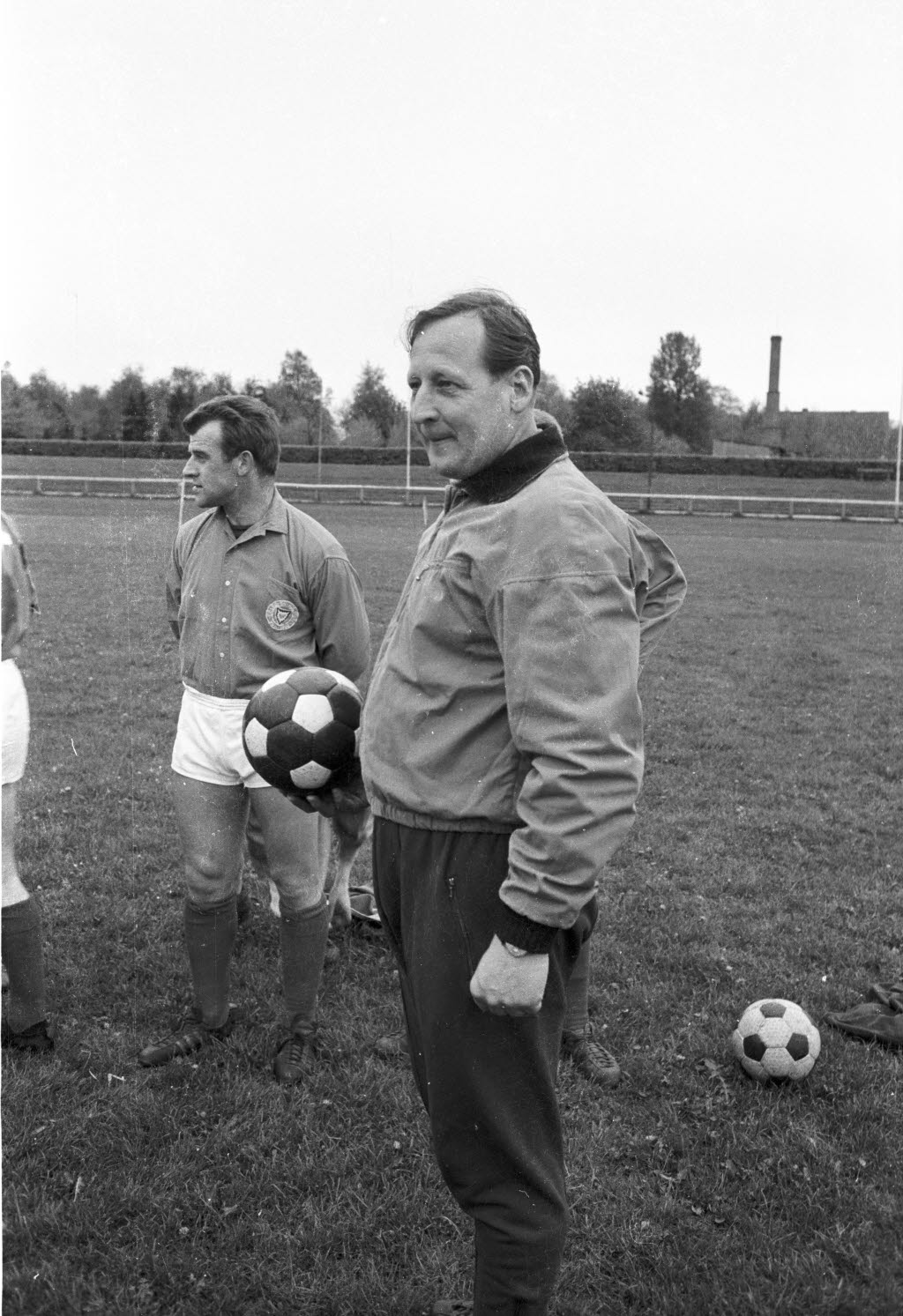
Helmuth Johannsen w 1965 roku.

Następnie został trenerem występującego w nowo utworzonej Bundeslidze – Eintrachtu Brunszwik, który w sezonie 1962/1963 w Oberlidze północnej zajął 3. miejsce, z której oprócz Lwów do Bundesligi został mianowany Hamburger SV oraz Werder Brema. Oprócz trenera do klubu przybyli: Peter Kaack z VfR Neumünster i Hans-Georg Dulz z Hamburger SV. Johannsen, jako typ trenera z realistycznymi celami, po dokładnej analizie możliwości klubu w sferze sportowej i finansowej, przewidywał spadek klubu z Bundesligi oraz spadku liczby zawodników i kibiców. Ostatecznie klub sezon 1963/1964 zakończył na 11. miejscu z 28 punktami w tabeli ligowej i tym samym pozostał w Bundeslidze.
Występ w defensywie (49 straconych bramek) przewyższył efekt burzy (36 strzelonych bramek). Mimo tego skrzydłowy Klaus Gerwien 29 grudnia 1963 roku w Casablance zadebiutował w reprezentacji RFN w wygranym 1:4 meczu towarzyskim z reprezentacją Maroka, a nie jeden z obrońców: Joachim Bäse, Peter Kaack, Klaus Meyer, Walter Schmidt. W sezonie 1964/1965 do klubu przybyli napastnicy: Lothar Ulsaß z Arminii Hanower oraz Dieter Krafczyk i Erich Maas ze zdegradowanego FC Saarbrücken. Sezon 1964/1965 klub zakończył na 9. miejscu z 28 punktami oraz bilansem bramek 42:47, a Lothar Ulsaß stał się silnym punktem zespołu (12 goli), dzięki czemu 24 kwietnia 1965 roku w Karlsruhe zadebiutował w reprezentacji RFN w wygranym 5:0 meczu eliminacyjnym mistrzostw świata 1966 z reprezentacją Cypru.
Johannsen jest prawdopodobnie jedynym trenerem w historii Bundesligi, który trenował w tym samym czasie dwie profesjonalne drużyny, gdyż w maju 1965 roku prowadził Holstein Kiel, który miał swój najbardziej udany sezon od wicemistrzostwa Niemiec 1930. Bociany na jedną kolejkę przed zakończeniem rozgrywek ligowych miały 8 punktów przewagi nad drugim FC St. Pauli w Regionallidze północnej. Spór między kierownictwem klubu a trenerem Helmutem Ullmannem, który powstał na początku sezonu 1964/1965, a ponieważ nie miał on końca, został zwolniony na jedną kolejkę przed końcem sezonu. Eintracht Brunszwik zgodził się, żeby Johannsen poprowadził Bocianów do końca sezonu 1964/1965. 8 maja 1965 roku prowadził Lwów w wygranym 3:2 domowym meczu ligowym z Eintrachtem Frankfurt, a dzień później, 9 maja 1965 roku Holstein Kiel w wygranym 8:1 domowym meczu ligowym z Rasensport Harburg, po czym Bociany miały 10 punktów przewagi nad drugim FC St. Pauli, który przegrał 1:3 z VfV Hildesheim, który dzięki zwycięstwu utrzymał się w Regionallidze północnej.
Podczas turnieju barażowego zawodnicy Bocianów przebywali w Sportschule Malente. W rundzie awansowej do Bundesligi Johannsen barakował swoich ludzi w szkole sportowej Malente. Żonaci gracze byli od czasu do czasu wypuszczani, podczas gdy kawalerowie mogli wyjść dopiero po ostatnim meczu barażowym, 26 czerwca 1965 roku. Johannsen powiedział, że zawodnicy nie powinni niczego pić podczas treningu, zwłaszcza gdy jest gorąco. Bociany w turnieju grały w grupie z Borussią Mönchengladbach trenowaną przez Hennesa Weisweilera, mającą w składzie młodych zawodników, takich jak, m.in.: Jupp Heynckes, Günter Netzer, Herbert Wimmer, a także SSV Reutlingen, który w grupie południowej przegrał tylko 3 punktami z naszpikowanym gwiazdami Bayernem Monachium, mającym w składzie młodych zawodników, takich jak, m.in.: Franz Beckenbauer, Sepp Maier, Gerd Müller oraz Wormatią Worms z grupy południowo-zachodniej. Ostatecznie Bociany zajęły 3. miejsce w grupie i tym samym nie awansowały do Bundesligi. Johannsen wrócił do Lwów, a Franz-Josef Hönig został jedynym zawodnikiem Bocianów, który zagrał w Bundeslidze: W późnej erze Uwe Seelera został kapitanem Hamburger SV.
W sezonie 1965/1966 młody bramkarz Horst Wolter wygrał rywalizację z dotychczasowym pierwszym bramkarzem klubu – Hansem Jäckerem. W klubie przeprowadzono również wariant taktyczny przekwalifikowania Jürgena Molla na ofensywnego lewego obrońcę. Ponieważ Lothar Ulsaß zdobył 17 goli, a skrzydłowy Erich Maas również zdobył 11 goli, klub z 34 punktami oraz z bilansem bramek 49:49 zakończyła rozgrywki ligowe na 10. miejscu, Johannsen poprawił grę zespołu, o czym świadczy druga część sezonu 1965/1966 – 20 punktów.
W sezonie 1966/1967 do klubu przybył młody napastnik Gerd Saborowski z Holstein Kiel. Po pierwszych sześciu meczach zajmował 1. miejsce w tabeli ligowej z 9 punktami, jak również po rundzie jesiennej z 22 punktami, wyprzedzając Hamburger SV. Po dwóch porażkach z rzędu w 30. i 31. kolejce odpowiednio z Hannoverem 96 (0:1) i SC Karlsruher (0:3), walka o mistrzostwo Niemiec była niezwykle ekscytująca. Eintracht Frankfurt miał tyle samo punktów co drużyna Johannsena – 38 punktów, natomiast obrońca tytułu – TSV 1860 Monachium jeden punkt straty. 20 maja 1967 roku, Lothar Ulsaß i Erich Maas zdobyli bramki w 84. I 89. minucie w wygranym 2:1 meczu domowym z Borussią Mönchengladbach, natomiast Eintracht Frankfurt i TSV 1860 Monachium przegrali swoje mecze odpowiednio z Werderem Brema (3:0) i FC Nürnberg (1:2). Wygrana u siebie 4:1 z FC Nürnberg w ostatniej kolejce sezonu przesądziła o mistrzostwie Niemiec dla Eintrachtu Brunszwik. W 34 meczach w sezonie 1966/1967 klub stracił tylko 27 goli, a poza tym prezentował regularną formację dwunastu zawodników, konsekwentnie wytrwałą taktykę, pasującą do personelu oraz niezbędnej klasy fizycznej i piłkarskiej, co pomogło klubowi prezesa Ernsta Fricke w zdobyciu Johannsenowi po czterech latach pracy mistrzostwa Niemiec.
W encyklopedii niemieckiej ligi piłki nożnej w części 1 z 1998 roku tak komentują zdobycie mistrzostwa Niemiec przez Eintracht Brunszwik:

Oddział, którego nikt nie traktował poważnie aż do końca sezonu, zdobył tytuł mistrzowski w czwartym sezonie Bundesligi. W końcu jednak stały Eintracht śmiał się z konkursu pomady.

W Brunszwiku w tamtym czasie wszystko wyglądało trochę inaczej niż gdzie indziej w Bundeslidze.

Kiedy FC Köln i inne kluby już pokazywały się w świetnych brokatowych koszulkach, nadal mieliśmy na sobie stare bawełniane koszule, które w deszczu stawały się coraz mniejsze.

Po zdobyciu mistrzostwa Niemiec Einracht Brunszwik awansował do Pucharu Europy, gdzie przeciwnikiem Lwów w pierwszej rundzie miał być albańskie Dinamo Tirana, które wycofało się z rozgrywek, w związku z czym Lwy awansowały do następnej rundy, w której przeciwnikiem klubu był austriacki Rapid Wiedeń. Pierwszy mecz zakończył się przegraną Lwów 1:0, jednak w meczu rewanżowym po golach Wolfganga Grzyba i Gerharda Saborowskiego wygrał 0:2 i awansował do ćwierćfinału, w którym ich rywalem był włoski Juventus Turyn. Po dwóch meczach (3:2, 0:1) do rostrzygnięcia rywalizacji potrzebny był dodatkowy mecz, który miał miejsce 20 marca 1968 roku na Wankdorfstadion w Bernie. W tym meczu Lwy musiały grać bez Lothara Ulsaßa, mimo tego grał bardzo wyrównany mecz, a Stara Dama nie mogła osiągnąć wyraźnej przewagi. W 56. minucie decydującego gola dla Starej Damy zdobył Roger Magnusson. Mecz zakończył się wygraną Starej Damy 1:0 i tym samym Lwy zakończyły swój udział w europejskich rozgrywkach.
Natomiast w Bundeslidze Lwy w sezonie 1967/1968 rozgrywki ligowe na 6. miejscu, a sezon 1968/1969 na 4. miejscu, natomiast sezon 1969/1970 jako jeden z najstarszych zespołów w Bundeslidze zakończyły na 17. miejscu, ledwo utrzymując się w krajowej elicie, a Johannsen odszedł z klubu.

### Dalsza kariera
Następnie Johannsen w sezonie 1970/1971 zastąpił Hansa Pilza na stanowisku trenera Hannoveru 96, który w sezonie 1970/1971 zajął 13. miejsce. Die Roten pod wodzą Johannsena w pierwszych 15 meczach przegrali aż 12 meczów, w związku z czym Johannsen został zastąpiony przez Hansa Hippa, któremu udało się utrzymać klub w krajowej elicie, a do jego kluczowych zawodników należeli: Horst Bertl, Hans-Josef Hellingrath, Ferdinand Keller, Rudi Nafziger, Hans Siemensmeyer, Hans-Joachim Weller oraz młody napastnik Willi Reimann.
Latem 1972 roku Johannsen został trenerem Röchling Völklingen, z którym w sezonie 1972/1973 wygrał południowo-zachodnią grupę Regionalligi, w związku z czym awansował do baraży o awans do Bundesligi, jednak w swojej grupie zajął 3. miejsce, za SV Darmstadt 98 oraz Rot-Weiss Essen, mającym w składzie zawodników, takich jak: Dieter Bast, Diethelm Ferner, Willi Lippens, Wolfgang Rausch, i tym samym klub pozostał w Regionallidze.
Następnie w latach 1975–1976 prowadził Tennis Borussię Berlin, w której grali zawodnicy, tacy jak m.in.: Ditmar Jakobs, Christian Sackewitz, Norbert Siegmann, Norbert Stolzenburg, a TeBe pod wodzą Johannsena było oceniane następująco:

W 1975 roku Helmut Johannsen przejął zdemoralizowaną Tennis Borussię Berlin. Trener miał dobre imię, odkąd poprowadził Eintracht Brunszwik do mistrzostwa Niemiec w 1967 roku. W TeBe również udało mu się przywrócić niezbyt wysoko ocenianą drużynę: natychmiast awansował do Bundesligi w 1976 roku; TeBe był mistrzem grupy północnej, wyprzedzając faworyta Borussię Dortmund. Nie doszło do przedłużenia kontraktu, ponieważ posiłki zespołu, o które prosił Johannsen, nie mogły zostać sfinansowane. W sezonie ogłosił swój wyjazd i podpisał kontrakt w Zurychu. Do dziś wielu fanów nazywa Helmuta Johannsena najlepszym trenerem TeBe wszech czasów.

### Grasshopper Zurych
Następnie wyjechał do Szwajcarii, gdzie został trenerem najbardziej utytułowanego Grasshopper Zurych, z którym w sezonie 1977/1978 zdobył mistrzostwo Szwajcarii po zaciętej walce z FC Servette oraz FC Basel, a także dotarł do finału Pucharu Szwajcarii (porażka 1:0 w drugim meczu z FC Servette, pierwszy mecz 2:2) oraz Pucharu Ligi Szwajcarskiej (porażka 3:2 z FC St. Gallen), a także do półfninału Pucharu UEFA, w którym przegrał rywalizację z francuską SC Bastią (3:2, 0:1).
W sezonie 1978/1979 Pucharze Europy w pierwszej rundzie wygrał rywalizację z maltańską FC Valettą (8:0, 5:3), natomiast w drugiej rundzie sensacyjnie wyeliminował słynny hiszpański Real Madryt (1:3, 2:0), natomiast w ćwierćfinale został wyeliminowany przez późniejszego triumfatora tych rozgrywek – angielski Nottingham Forest, który w półfinale wyeliminował mistrza Niemiec – FC Köln prowadzonego przez trenera Hennesa Weisweilera, natomiast w Nationalliga A zakończył zmagania na 3. miejscu, a Johannsen po sezonie 1978/1979 odszedł z klubu.

## Ostatnie lata kariery
Po powrocie ze Szwajcarii, zastąpił Heinza Höhera na stanowisku trenera VfL Bochum, którego trenował w latach 1979–1981 oraz w Bundeslidze zajmował odpowiednio 10. i 9. miejsce.
Następnie wrócił do Szwajcarii, gdzie zastąpił Willy’ego Sommera na stanowisku trenera FC St. Gallen, z którym w sezonie 1981/1982 dotarł do finału Pucharu Ligi Szwajcarskiej (porażka z FC Aarau (0:1, 0:0)), natomiast w sezonie 1982/1983 w Nationalliga A zajął 3. miejsce i tym samym awansował do Pucharu UEFA, w 1984 roku został wybrany Trenerem Roku w Szwajcarii, a trzon drużyny Espen w tym czasie stanowili: Jerzy Gorgoń – obrońca złotej ery reprezentacji Polski, Martin Gisinger oraz przyszły trener klubu Christian Gross. Johannsen odszedł z klubu po zajęciu 4. miejsca w sezonie 1984/1985 i został zastąpiony przez Wernera Olka, Orła Giesinga, który w kwietniu 1986 roku z powodu słabych wyników klubu został zwolniony, po czym Johannsen wrócił do klubu, którego tym razem prowadził do końca czerwca 1986 roku wspólnie z Hanspeterem Wirthem, jednak niewiele to zmieniło, gdyż klub sezon 1985/1986 zakończył na 11. miejscu i obaj trenerzy zostali zastąpieni przez Uwe Klimaschefskiego, który w 1987 roku z powodu braku poprawy wyników został zastąpiony przez Markusa Freia.

## Sukcesy

### Trenerskie
Eintracht Brunszwik
- Mistrzostwo Niemiec: 1967

Tennis Borussia Berlin
- Awans do Bundesligi: 1976

Grasshoppers Zurych
- Mistrzostwo Szwajcarii: 1978
- 3. miejsce w Nationalliga A: 1979
- Finał Pucharu Szwajcarii: 1978
- Finał Pucharu Ligi Szwajcarskiej: 1978
- Półfinał Pucharu UEFA: 1978
- Ćwierćfinał Ligi Mistrzów: 1979

FC St. Gallen
- 3. miejsce w Nationalliga A: 1983
- Finał Pucharu Ligi Szwajcarskiej: 1982

### Indywidualne
- Trener Roku w Szwajcarii: 1984

## Po zakończeniu kariery trenerskiej
Helmuth Johannsen po zakończeniu kariery trenerskiej w latach 1987–1988 był wiceprezesem FC St. Pauli, w którym spędził piłkarską karierę, potem aż do śmierci w 1998 roku był asesorem trenerów w Sądzie Najwyższym DFB.

## Życie prywatne
Helmuth Johannsen był żonaty i miał dwóch synów, w tym Waltera – dziennikarza sportowego z telewizji NDR. Zmarł 3 listopada 1998 roku na raka, po tym, jak brał udział we wszystkich meczach reprezentacji Niemiec na mistrzostwach świata we Francji lata tego samego roku.